# Попівецька сільська рада
Попіве́цька сільська́ ра́да — адміністративно-територіальна одиниця та орган місцевого самоврядування у Кременецькому районі Тернопільської області. Адміністративний центр — село Попівці.

## Загальні відомості
- Територія ради: 31,68 км²
- Населення ради: 1 518 осіб (станом на 2001 рік)

## Населені пункти
Сільській раді підпорядковані населені пункти:
- с. Попівці
- с. Весела
- с. Новий Кокорів
- с. Старий Кокорів

## Склад ради
Рада складається з 16 депутатів та голови.
- Голова ради: Шимчук Євгенія Леонтівна
- Секретар ради: Голуб Катерина Миколаївна

### Керівний склад попередніх скликань
| Прізвище, ім'я, по батькові | Основні відомості                                                 | Дата обрання | Дата звільнення  |
| --------------------------- | ----------------------------------------------------------------- | ------------ | ---------------- |
| Шимчук Євгенія Леонтієвна   | Сільський голова, 1960 року народження, освіта вища               | 31.10.2010   |                  |
| Нагалка Дмитро Васильович   | Сільський голова, 1960 року народження, освіта вища, безпартійний | 26.03.2006   | \| 31.10.2010 \| |
| 31.10.2010                  |                                                                   |              |                  |

Примітка: таблиця складена за даними сайту Верховної Ради України

### Депутати
За результатами місцевих виборів 2010 року депутатами ради стали:

#### За суб'єктами висування
| Суб'єкт висування | Кількість обраних депутатів | %   |
| ----------------- | --------------------------- | --- |
| Самовисування     | 16                          | 100 |

#### За округами
| № округу | Прізвище, ім'я, по батькові      | Дата визнання обраним | Освіта             | Партійна приналежність | Відомості про обраного депутата                        |
| -------- | -------------------------------- | --------------------- | ------------------ | ---------------------- | ------------------------------------------------------ |
| 1        | Безпалько Анатолій Ростиславович | 02.11.2010            | середня спеціальна | позапартійний          | ТзоВ "континент нафтотрейд, оператор заправної станції |
| 2        | Динович Володимир Миколайович    | 02.11.2010            | середня            | позапартійний          | тимчасово не працює                                    |
| 3        | Шнайдрук Надія Олексіївна        | 02.11.2010            | середня спеціальна | позапартійна           | Попівецька АЗБСМ, медсестра                            |
| 4        | Гонтарук Олександр Григорович    | 02.11.2010            | середня спеціальна | позапартійний          | підприємець                                            |
| 5        | Черпалок Іван Андронович         | 02.11.2010            | середня спеціальна | позапартійний          | Попівецька загальноосвітня школа І-ІІ ст., завгосп     |
| 6        | Грищук Сергій Степанович         | 02.11.2010            | середня спеціальна | позапартійний          | тимчасово не працює                                    |
| 7        | Мельничук Тарас Петрович         | 02.11.2010            | вища               | позапартійний          | Попівецька загальноосвітня школа І-ІІ ст., директор    |
| 8        | Свиридюк Валентина Олександрівна | 02.11.2010            | вища               | позапартійна           | Попівецька загальноосвітня школа І-ІІ ст., викладач    |
| 9        | Борак Наталія Михайлівна         | 02.11.2010            | вища               | позапартійна           | підприємець                                            |
| 10       | Голуб Катерина Миколаївна        | 02.11.2010            | середня спеціальна | позапартійна           | Попівецька сільська рада, секретар                     |
| 11       | Горобець Дмитро Олексійович      | 02.11.2010            | середня спеціальна | позапартійний          | тимчасово не працює                                    |
| 12       | Вознюк Оксана Олексіївна         | 02.11.2010            | середня            | позапартійна           | тимчасово не працює                                    |
| 13       | Музика Микола Олексійович        | 02.11.2010            | середня спеціальна | позапартійний          | Попівецька сільська рада, землевпорядник               |
| 14       | Сух Оксана Володимирівна         | 02.11.2010            | вища               | позапартійна           | Попівецька загальноосвітня школа І-ІІ ст., викладач    |
| 15       | Жолтовська Ганна Іванівна        | 02.11.2010            | середня спеціальна | позапартійна           | підприємець                                            |
| 16       | Мандрук Анатолій Арсенович       | 02.11.2010            | середня спеціальна | позапартійний          | Кременецький масло-сир завод, заготівельник            |